# Мамаев курган
Мама́ев курга́н — возвышенность на правом берегу реки Волги в Центральном районе города Волгограда, где во время Сталинградской битвы происходили ожесточённые бои, начиная с сентября 1942 года и заканчивая январём 1943 года. 
В 1967 году на кургане открыт памятник «Героям Сталинградской битвы» с главным монументом «Родина-мать зовёт!». 
На Мамаевом кургане существует несколько братских и индивидуальных могил, в которых покоится прах более чем 35 тысяч защитников Сталинграда.
С 2014 года является кандидатом на включение в список всемирного наследия ЮНЕСКО.

## Этимология названия
Название «Мамаев курган» известно издавна, со времен Золотой Орды. На его вершине были когда-то сторожевые дозоры. По «наивной этимологии», застава была учреждена темником Мамаем. Недалеко от правого берега Волги (Итиля) расположены 2 древние столицы Золотой Орды (Сарай-Бату и Сарай-Берке) в Волгоградской и Астраханской областях.

## Памятник-ансамбль «Героям Сталинградской битвы»
Основные композиции:

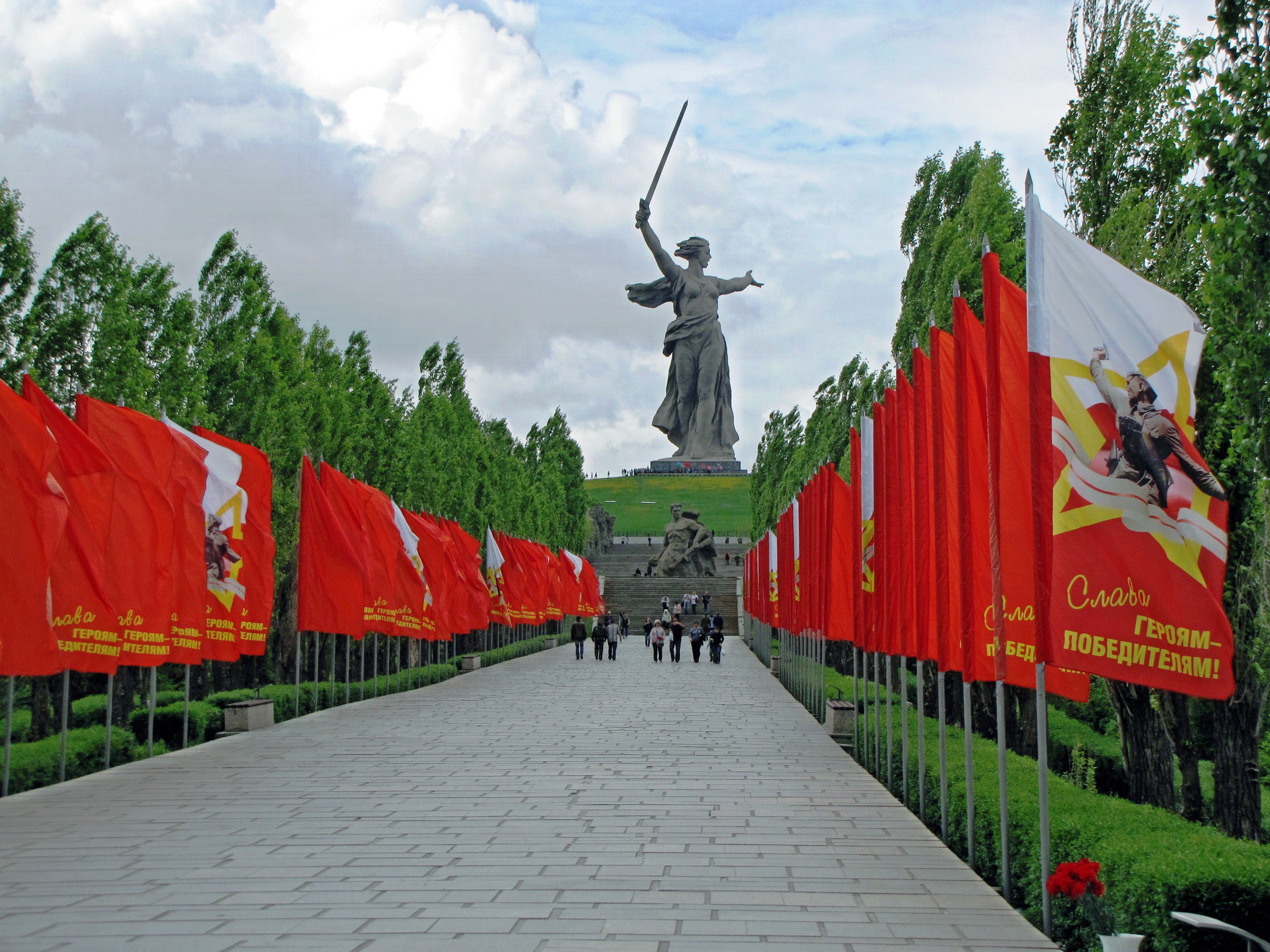
Аллея тополей

- Вводная композиция-горельеф «Память поколений»
- Аллея пирамидальных тополей
- Площадь Стоявших насмерть
- Стены-руины
- Площадь Героев
- Монументальный рельеф
- Зал Воинской славы
- Площадь Скорби
- Главный монумент «Родина-мать зовёт!»
- Воинское мемориальное кладбище
- Мемориальный парк у подножия Мамаева кургана
- Танковая башня на постаменте, за Храмом «Всех Святых» — часть общего ансамбля линии обороны Сталинграда, состоящего из таких же башен в нескольких районах города.

Монумент «Родина-мать зовёт!» на Мамаевом кургане

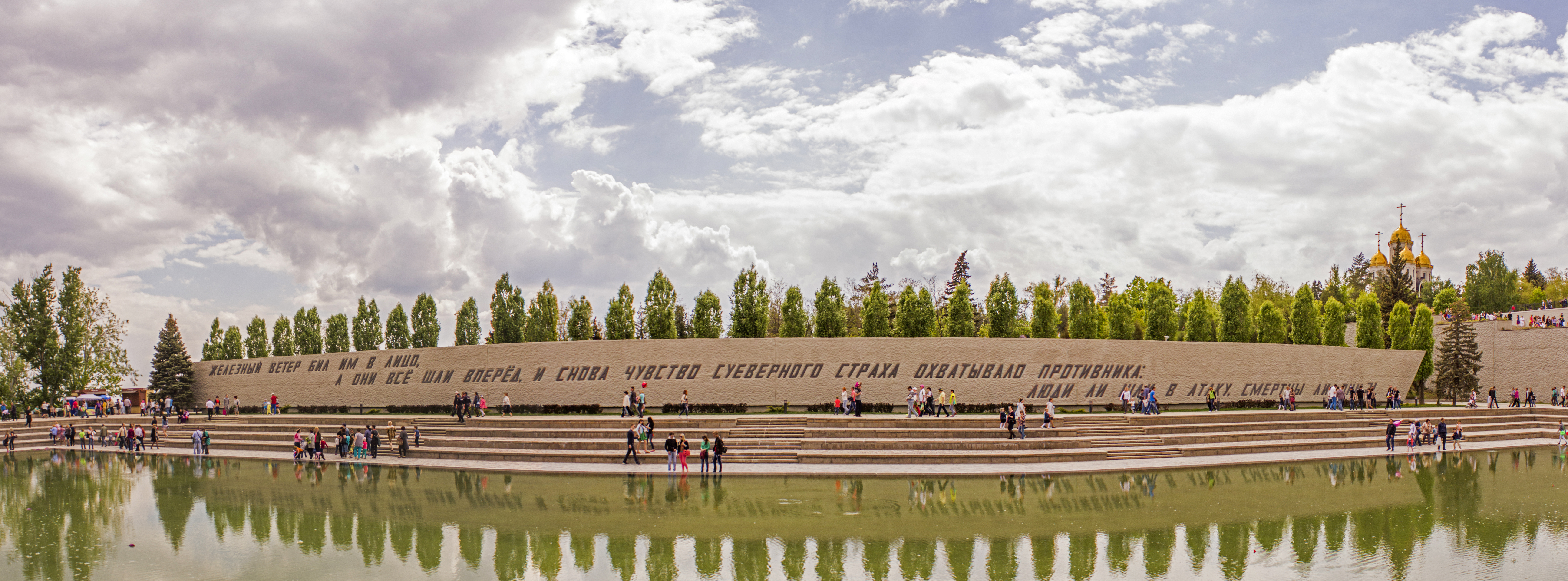
Площадь героев

При посещении «Стен-руин» и «Зала Воинской славы» посетителей мемориального комплекса сопровождают звуковые композиции. Над озвучиванием «Мамаева кургана» работали: архитектор Вучетич Евгений Викторович, диктор Левитан Юрий Борисович и режиссёр Магатаев Виктор Кадиевич.

### Зал Воинской славы
Зал Воинской славы представляет собой круглое в плане помещение без боковых окон с отверстием наверху. Внутри горит вечный огонь, оформление которого выполнено в виде скульптурной руки с факелом. Вверху стены по периметру изображение гвардейской ленты, поверх которой надпись: «Да, были простыми смертными и мало кто уцелел из нас, но мы все выполнили свой патриотический долг перед священной матерью-родиной». На стенах высечены имена погибших солдат с указанием звания.
В Зале Воинской славы звучит произведение Роберта Шумана «Грёзы».

### Родина-мать
От площади Скорби начинается подъём на вершину кургана к основанию главного монумента — «Родина-мать зовёт!». Вдоль серпантина, в холме, перезахоронены останки 34 505 воинов — защитников Сталинграда, а также 37 гранитных надгробий Героев Советского Союза, участников Сталинградской битвы.
Скульптура «Родина-мать зовет!» является композиционным центром всего ансамбля. Это — женщина, держащая в руке меч, которая стоит в позе призыва к борьбе. Высота статуи 85 м вместе с мечом и 52 м без меча.
«Родина-мать», возвышающаяся на Мамаевом кургане, занесена в книгу рекордов Гиннесса как самая большая (на тот момент) скульптура-статуя в мире. До 2018 года являлась самой высокой нерелигиозной скульптурой-статуей в мире. Её высота 52 метра, длина руки — 20 и меча — 29 метров. Общая высота скульптуры 85 метров (для сравнения: высота статуи Свободы в Нью-Йорке — 46 м; статуи Христа-Искупителя в Рио-де-Жанейро — 38 м). Масса скульптуры 8000 тонн, а меча — 14 тонн.
«Родина-мать» сделана из железобетона — 5500 тонн бетона и 2400 тонн металлических конструкций (без основания, на котором она стоит). Монумент отливали единоразово, не давая застывать бетону, чтобы не получалось швов. Монумент полый. Толщина бетонных стенок 25-30 см. Внутри расположены 99 стальных канатов, стягивающих конструкцию, комната слежения за состоянием канатов, лестница. Меч длиной 30 метров (с рукояткой) и весом 14 тонн сделан из фторированной стали. На нём имеются отверстия для уменьшения напора ветра. Статуя стоит на плите высотой всего 2 метра, которая покоится на главном фундаменте. Этот фундамент высотой 16 метров, однако его почти не видно — большая его часть скрыта под землёй. Статуя стоит свободно на плите, как шахматная фигура на доске.
Сложнейшие расчёты устойчивости этой конструкции выполнены доктором технических наук Н. В. Никитиным — автором расчёта устойчивости Останкинской телебашни. Ночью статуя освещается прожекторами.
От подножия кургана до его вершины насчитывается 200 — по числу дней Сталинградской битвы — гранитных ступеней высотой 15 см, шириной 35 см.

## История памятника
В мае 1959 года под руководством скульптора Е. В. Вучетича на Мамаевом кургане началось сооружение памятника-ансамбля «Героям Сталинградской битвы». При строительстве мемориала высота кургана была увеличена на 8 метров.
15 октября 1967 года состоялось торжественное открытие памятника. На церемонии присутствовали Генеральный секретарь ЦК КПСС Л. И. Брежнев, министр обороны СССР А. А. Гречко, Маршалы Советского Союза А. И. Ерёменко и В. И. Чуйков (главный военный консультант мемориала, впоследствии похороненный на его территории). Портретные черты Маршала Советского Союза В. И. Чуйкова имеются у памятника на Мамаевом кургане — статуи бойца с автоматом и гранатой и надписью на постаменте «Стоять насмерть!».
Первоначальный проект предусматривал строительство второй очереди ансамбля, под которое в 1968 году распоряжением облисполкома был отведён участок от проспекта Ленина до уреза Волги, где должна была расположиться пешеходная аллея, стелы с наименованием всех частей Красной армии, принявших участие в Сталинградской битве.

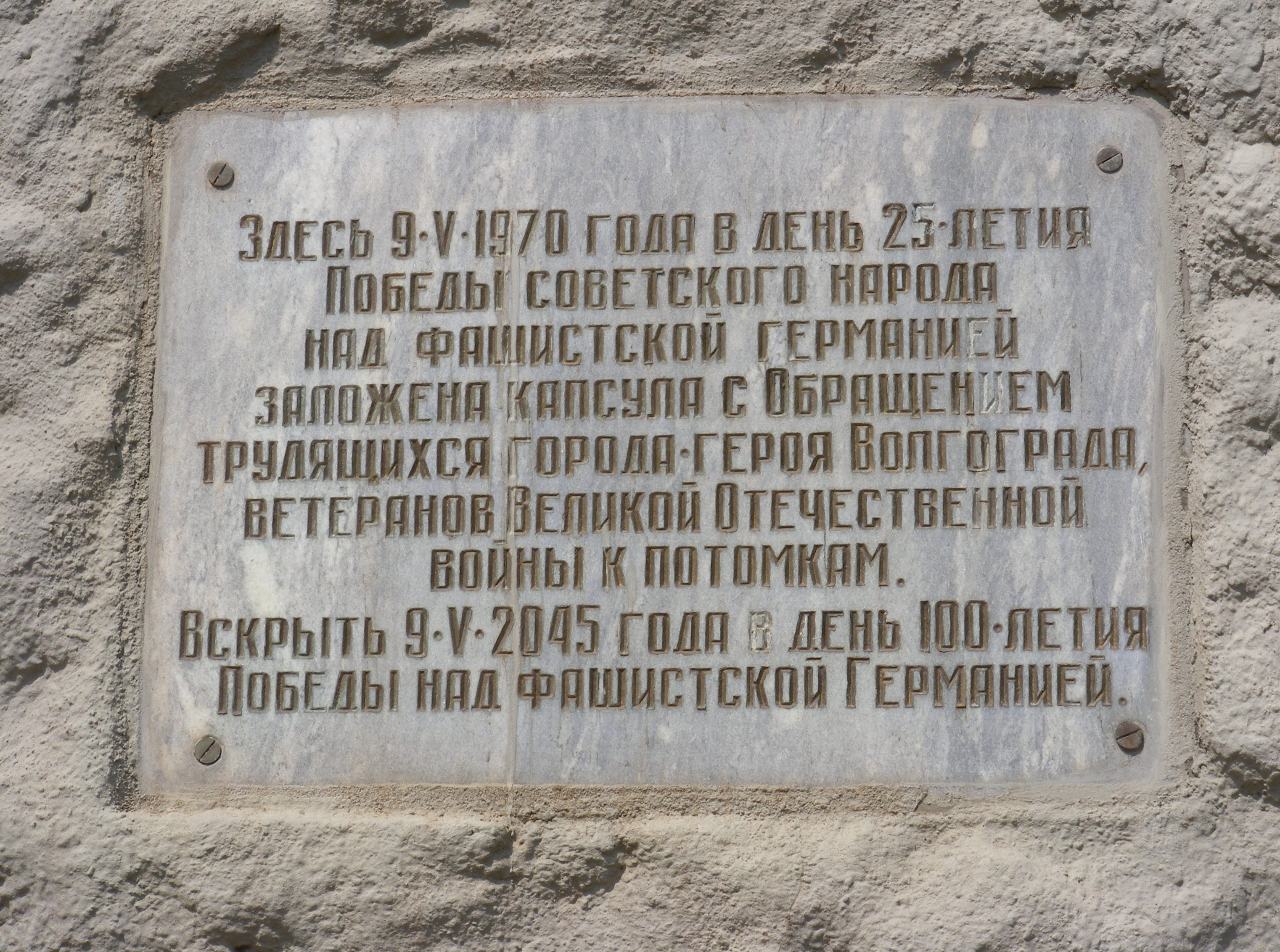
Памятная доска в месте закладки капсулы с обращением к потомкам

На Мамаевом кургане в день 25-летия Победы заложена капсула с обращением участников войны к потомкам, которая должна быть вскрыта 9 мая 2045 года на 100-летие Победы.
Памятник-ансамбль «Героям Сталинградской битвы» 31 января 2008 года включён в перечень федеральных памятников и с тех пор находится в федеральной собственности. Для передачи в ведение Роскультуры его объединили с музеем-панорамой «Сталинградская битва». Директором государственного учреждения назначен Александр Величкин, много лет возглавлявший областной комитет по культуре.
12 июня 2008 года на Красной площади в Москве были подведены итоги конкурса «7 чудес России». По результатам голосования Мамаев курган вошёл в число семи российских чудес.
С 2016 года на Мамаевом кургане проходит акция «Свет Великой Победы» — световая проекция на монументе «Родина-мать зовет!» Вечером в День Победы, в завершении праздничных мероприятий, на Мамаевом кургане начинается рассказ о героях и сражениях Великой Отечественной войны с кадрами кинохроники и световой проекцией на подпорную стену и главный монумент. Акция стала одной из узнаваемых визитных карточек не только памятника-ансамбля, но и города Волгограда.
В 2019 году монумент «Родина-мать зовёт!» был отреставрирован.

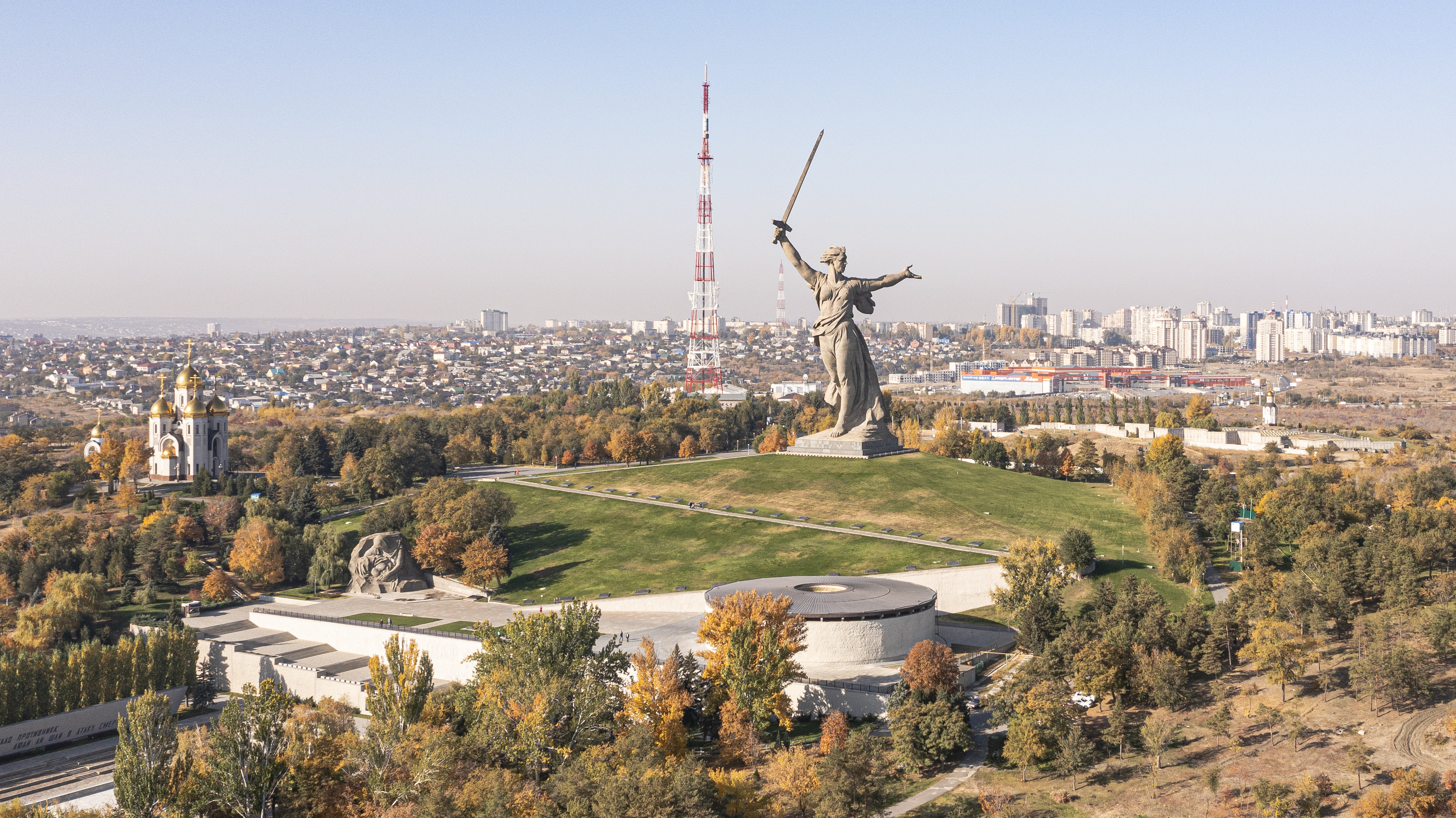
Вид на монумент Родина-мать

## Почётный караул

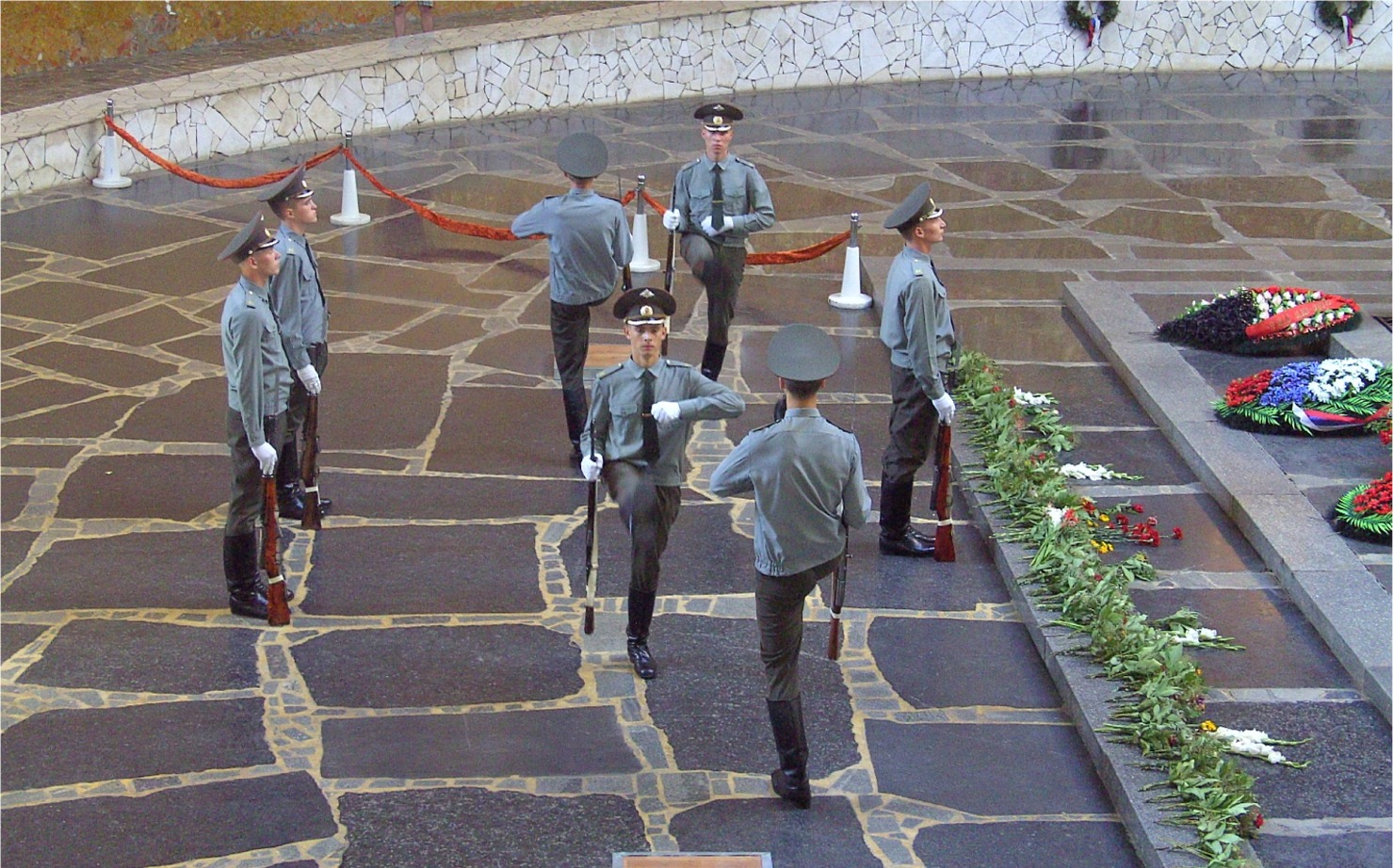
Смена караула

На Мамаевом кургане ежедневно несёт службу почётный караул роты Почётного караула 20-й отдельной гвардейской мотострелковой бригады Южного военного округа.

## В культуре
Песня «На кургане» (музыка Андрея Петрова, слова Юлии Друниной). Песню исполнила впервые в 1964 году Лидия Клемент.
Песня «На Мамаевом кургане тишина» (музыка Александры Пахмутовой, слова Виктора Бокова).
Песня А. Я. Розенбаума «Красная стена» с альбома «Эпитафия» (1986 год).
Песня И. В. Растеряева «Мамаев курган» (2014 год).
Силуэт фигуры скульптуры «Родина-Мать зовёт!» использован во флаге и гербе Волгоградской области.

## Фотогалерея

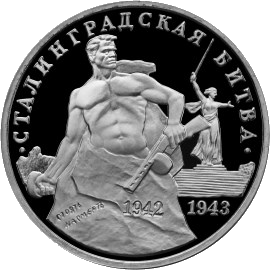
Монета Банка России 1993 года
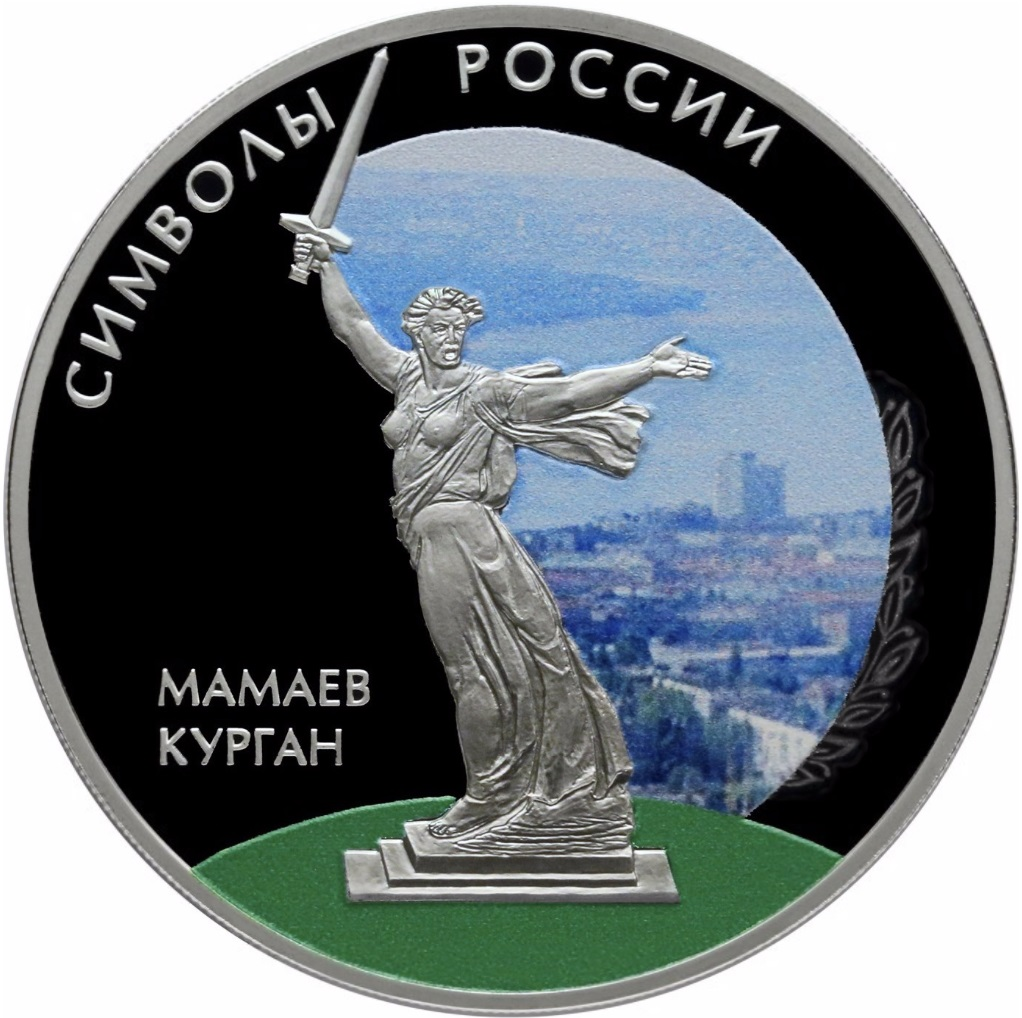
Монета Банка России 2015 года
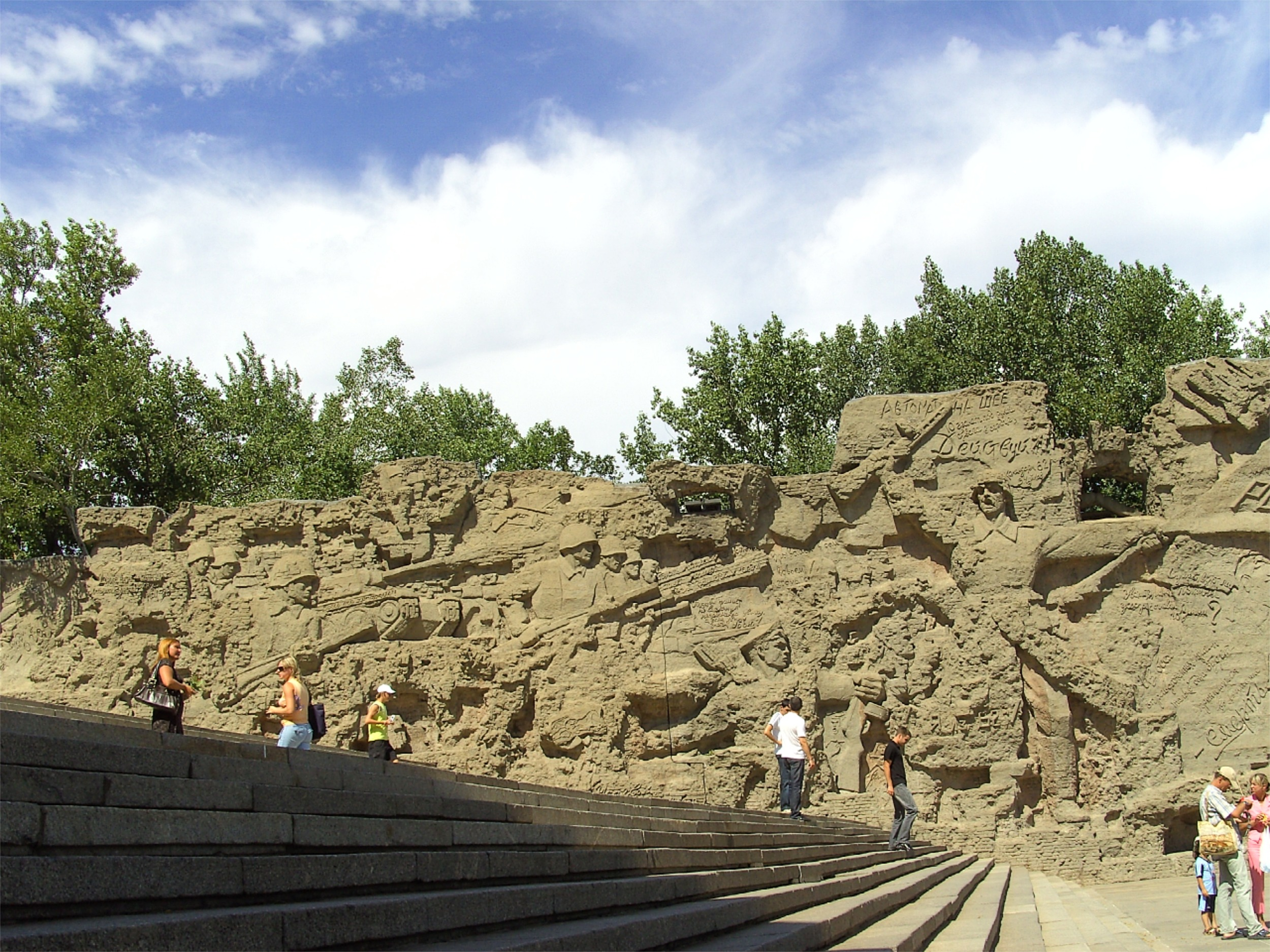
Стены-руины (фрагмент)
Скульптура «Стоять насмерть»
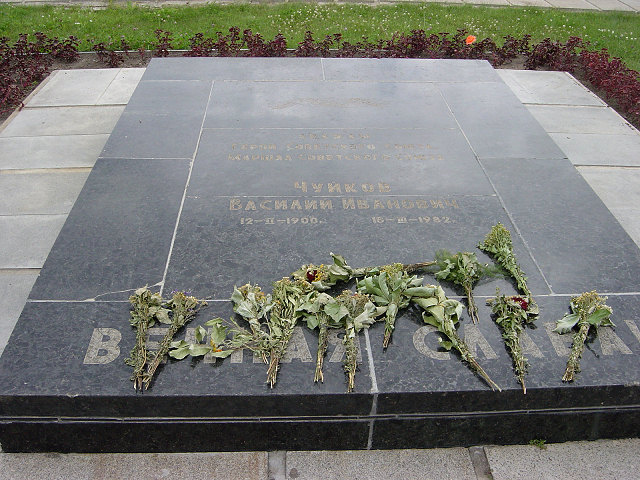
Могила маршала Чуйкова
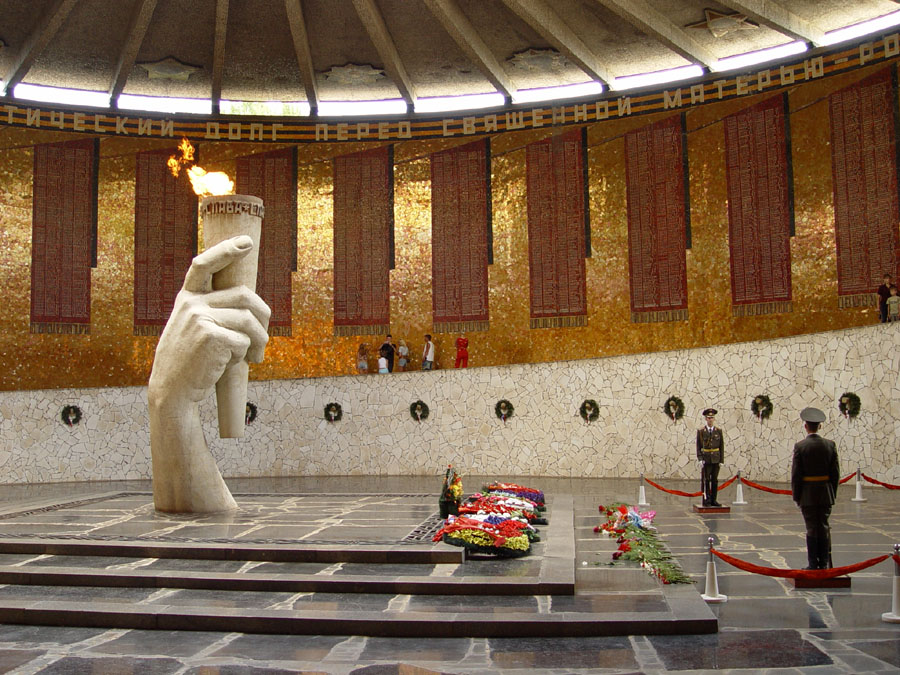
Вечный огонь
Памятник ночью
Площадь скорби
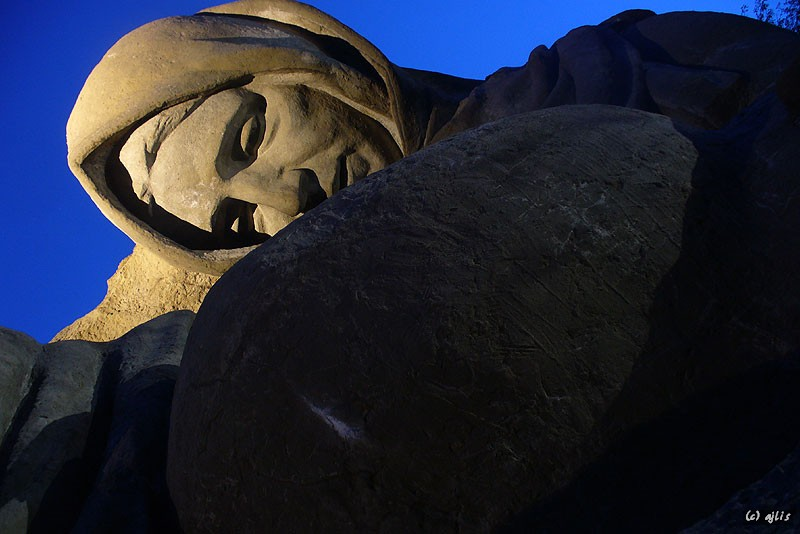
Скорбящая мать ночью
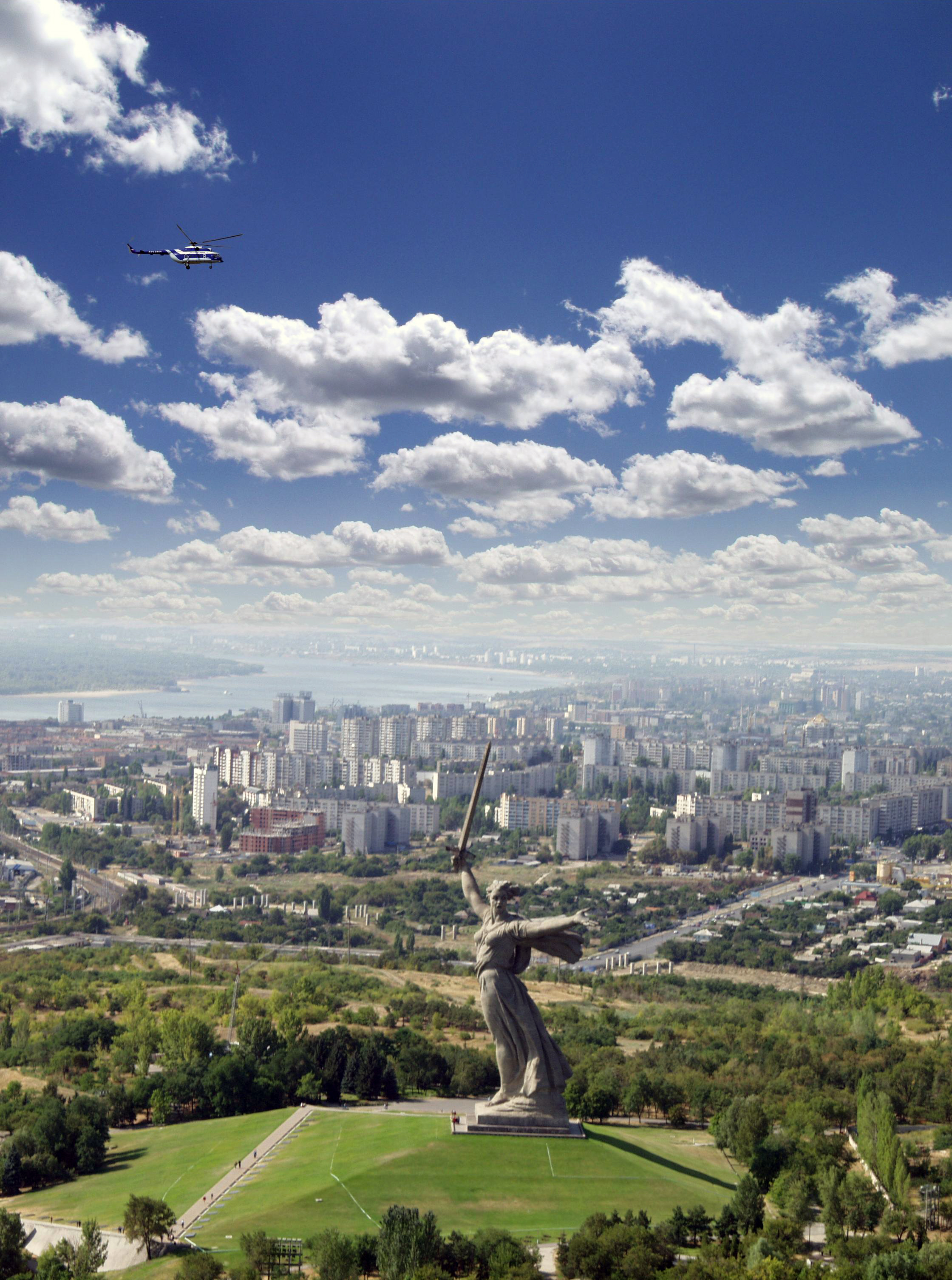
С высоты птичьего полёта
Скульптура в контровом свете
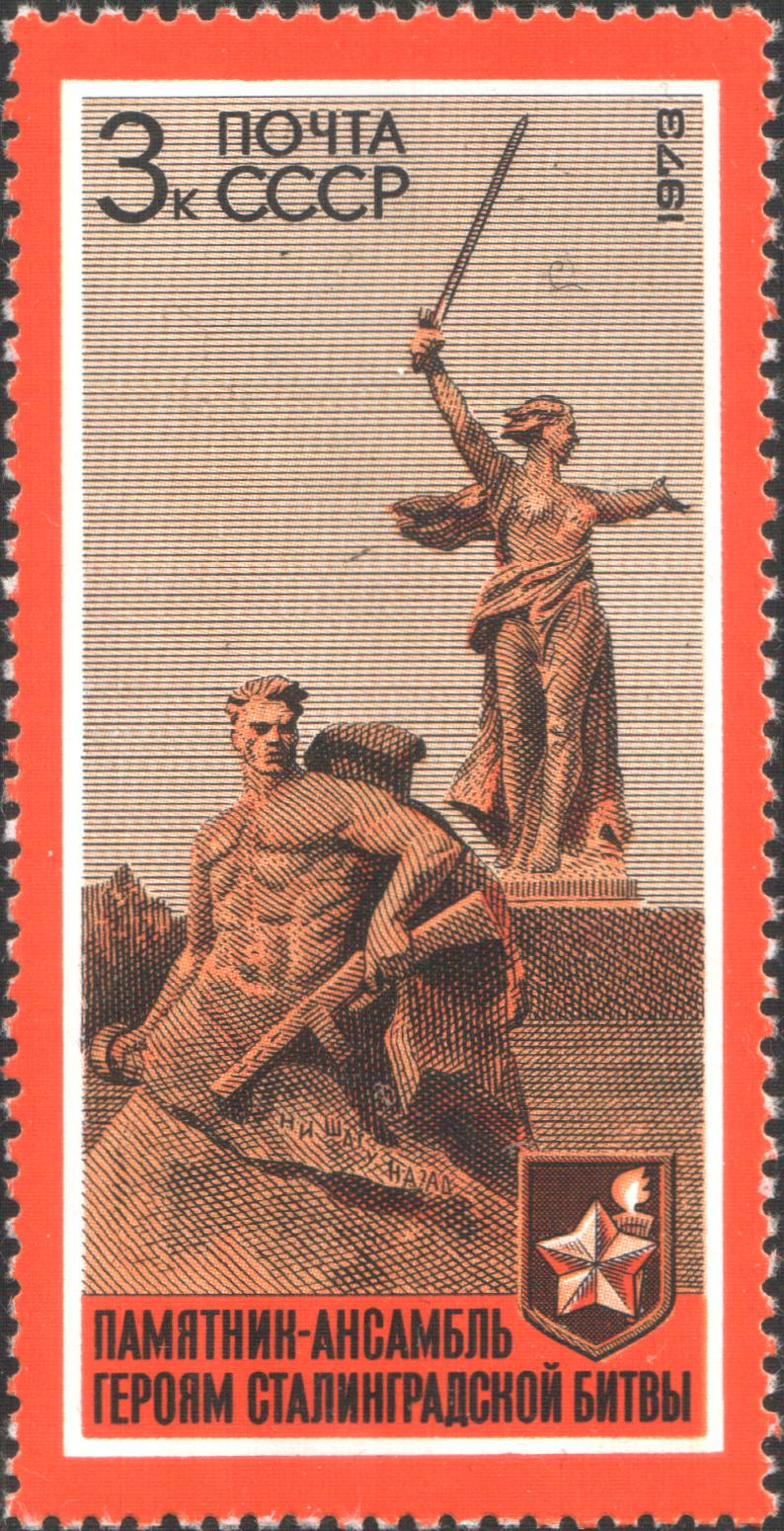
Марка СССР, 1973
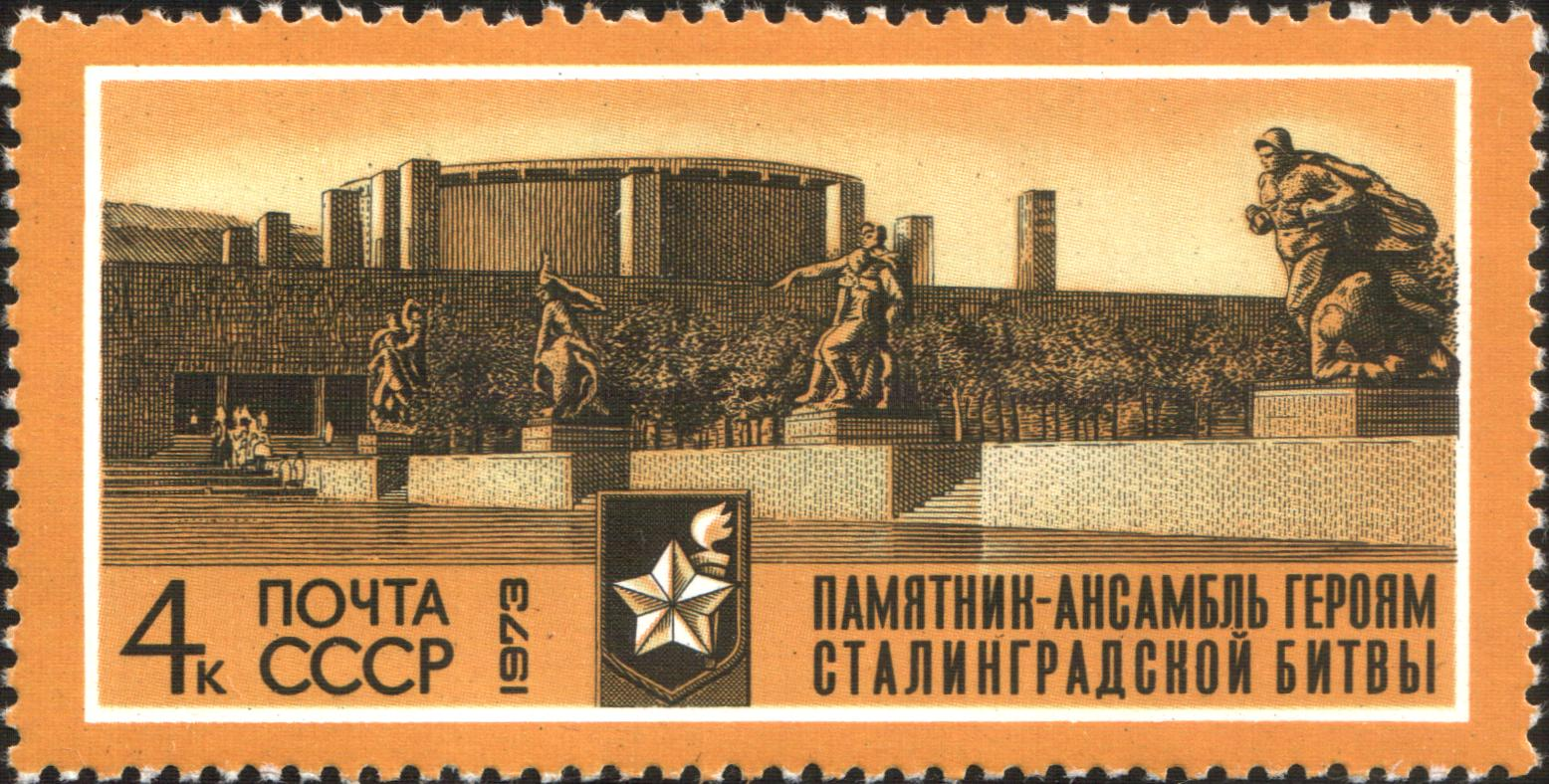
Марка СССР, 1973
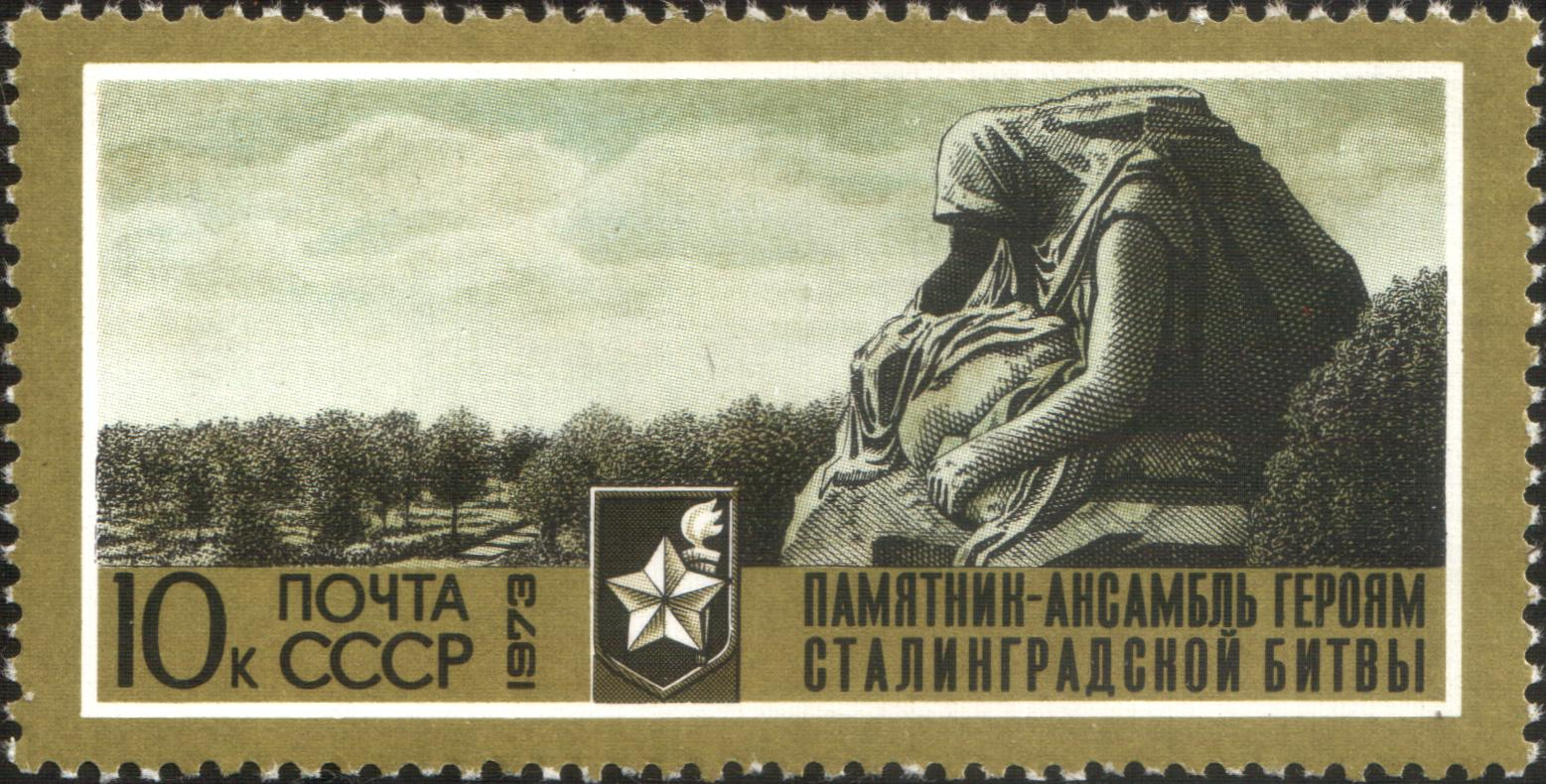
Марка СССР, 1973
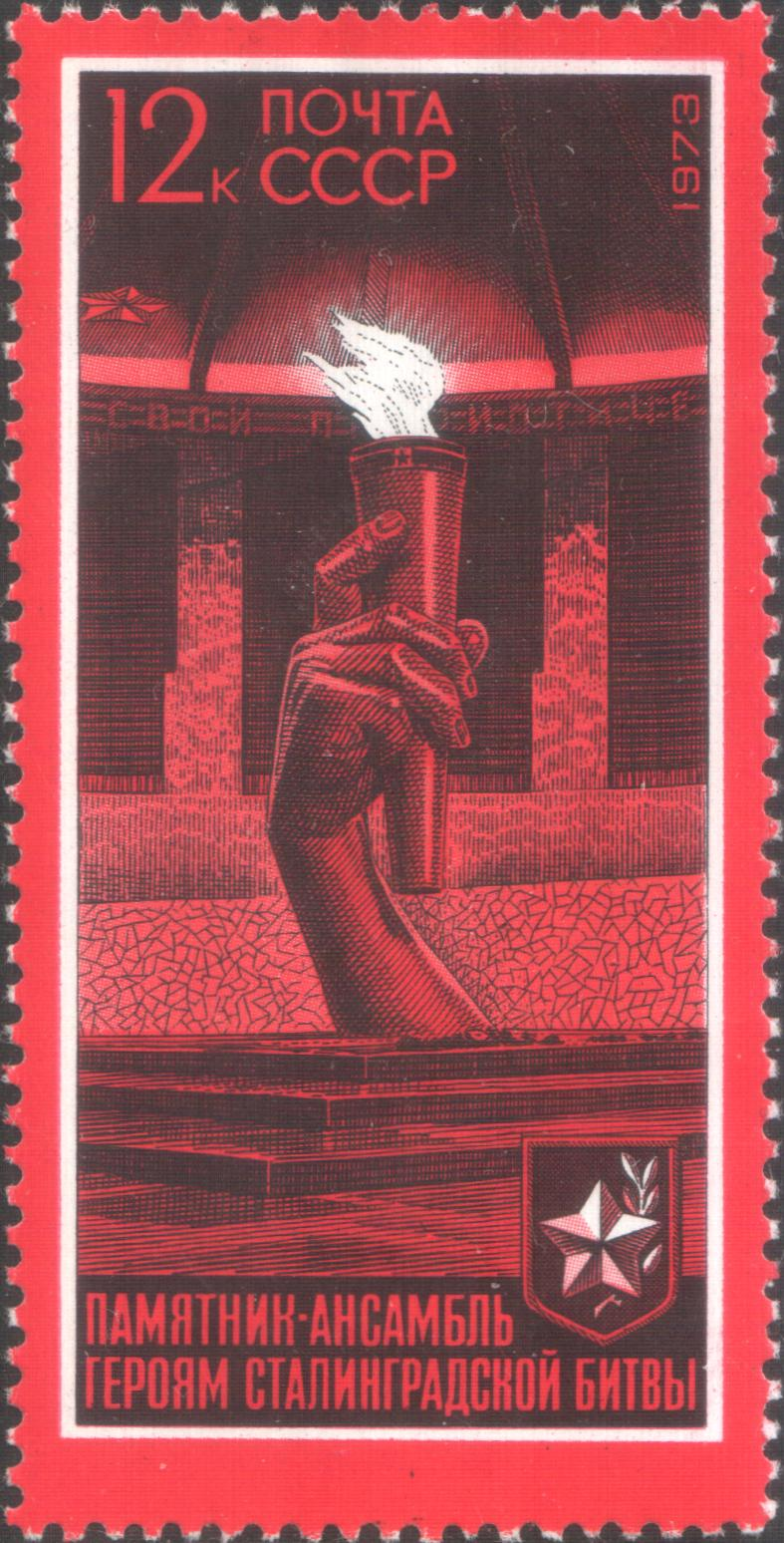
Марка СССР, 1973